# Mastim tibetano
O mastim tibetano[Nota] (em chinês: 藏獒) é uma raça de cães molossóide do tipo mastim, que tem origem nos povos nômades do Tibete, Índia, China e Nepal. Originalmente utilizado como cão guardião de gado, hoje é mais popular como cão de companhia e símbolo de status.
É considerada também por alguns autores como estando entre as raças mais próximas do extinto cão Molossus, que provavelmente deu origem a todos os cães do tipo molosso do mundo.[carece de fontes?]
Esta raça gigante foi difundida pela Ásia e pelo continente europeu, e passou a participar de exposições de beleza pela Europa e América do Norte. Após mais de um século de cruzamentos seletivos, tornou-se um bom cão de companhia e guarda..
O mastim tibetano foi e ainda é utilizado como um guardião de rebanhos, aldeias, mosteiros e palácios. Tribos de Himachal Pradesh, no extremo norte da Índia, utilizam-no amplamente para proteger ovelhas do ataque de leopardos-das-neves.[carece de fontes?]
Muito popular na China, é símbolo de prestígio.[carece de fontes?]

## Características
Os machos chegam a atingir 1 metro de altura. Os cães criados no Ocidente pesam entre 45-72 kg, embora existam exemplares mais pesados.[carece de fontes?]

## Discussão sobre o nome
O nome "mastim/mastiff tibetano" é um equívoco; este cão não é um verdadeiro mastim. O termo "mastiff" foi usado primeiramente porque significava "cachorro grande". Um nome melhor para esta raça seria cão-montanhês-tibetano ou, para abranger toda a sua origem: cão-montanhês-do-Himalaia.[carece de fontes?]